# Famille Celsi
 (juillet 2024).
Si vous disposez d'ouvrages ou d'articles de référence ou si vous connaissez des sites web de qualité traitant du thème abordé ici, merci de compléter l'article en donnant les références utiles à sa vérifiabilité et en les liant à la section « Notes et références ».
La famille Celsi est originaire de Rome et passa par Ravenne pour arriver à Venise au moins dès le XIIe siècle.

## Personnalités
- Paolo ,un des 40 sénateurs qui participèrent à l'élection du doge Orio Mastropiero en 1178 ;
- Nicolò et Marco, procurateurs de Saint-Marc ;
- Lorenzo Celsi (1310 - 1365), fils de Marco et général en Candie, élu doge de Venise  en 1361.
- Bartolomeo Celsi (1534 - 1570), fonctionnaire et militaire.

## Armes
Les armes des Celsi se composent d'azur à trois cotices d'or et six caractères ou lettres gothiques C. disposées en bande hors des deux plus petites cotices vers les coins de l'écu, trois de chaque côté.

## Demeure
- Palazzo Celsi.